# Празновце
Празновце (словац. Práznovce) — село, громада округу Топольчани, Нітранський край. Кадастрова площа громади — 11.43 км².
Населення 969 осіб (станом на 31 грудня 2019 року).

## Історія
Празновце згадується 1183 року.

## Населення
| Рік:            | 1994. | 2004. | 2014.   | 2024.   |
| --------------- | ----- | ----- | ------- | ------- |
| Кількість осіб: | 0     | 962   | 969     | 966     |
| Різниця:        |       | –     | +0,72 % | -0,30 % |

| Рік:            | 2023. | 2024.   |
| --------------- | ----- | ------- |
| Кількість осіб: | 977   | 966     |
| Різниця:        |       | -1,12 % |